# رابرت مهرابیان
رابرت مهرابیان (زاده ۳۱ ژوئیه ۱۹۴۱ تهران) علم مواد دان ارمنی ایرانی -آمریکایی است، که هم‌اکنون به‌عنوان رئیس هیئت مدیره تله‌داین فعالیت می‌کند.

## زندگی‌نامه
او از والدینی ارمنی در تهران که پدرش در آن کارخانه آلومینیوم سازی داشت متولد شد. پس از ۱۷ سال زندگی در آنجا به ایالات متحده آمریکا مهاجرت کرد و لیسانس و پی اچ دی علم و مهندسی مواد را از مؤسسه فناوری ماساچوست دریافت کرد.
او از ۱۹۹۰ تا ۱۹۹۸ به عنوان هفتمین رئیس دانشگاه کارنگی ملون در پیتسبرگ، پنسیلوانیا،ایالت پنسیلوانیا، ایالات متحده آمریکا فعالیت کرد. رابرت مهرابیان دومین ایرانی رئیس دانشگاه کارنگی ملون بوده‌است.
رابرت مهرابیان از اول ژانویه ۲۰۱۹ رئیس اجرایی Teledyne Technologies Incorporated را به عهده گرفت. وی از ۲۰۰۰ تا ۳۱ دسامبر ۲۰۱۸ رئیس، رئیس و مدیر عامل شرکت و از ۱۹۹۹ تا ۲۰۰۰ رئیس و مدیر اجرایی بود. مهرابیان از ابتدای ماه جولای سمت‌های مختلف مختلف اجرایی را بر عهده داشت ۱۹۹۷، قبل از شروع فعالیت در نوامبر ۱۹۹۹ وی در هیئت مدیره چندین شرکت دولتی، از جمله ملون خدمت کرده‌است. شرکت مالی و جانشین آن، شرکت نیویورک ملون (۲۰۱۱–۲۰۱۱) و صنایع PPG از آن جمله هستند.

## سوابق علمی
مهرابیان دارای هشت حق ثبت اختراع ایالات متحده و بیش از ۴۰ اختراع ثبت شده خارجی است. وی تألیف ۱۳۹ مقاله فنی و ویرایش شش کتاب در زمینه علوم و مهندسی مواد است. جوایز وی شامل انتخاب به آکادمی ملی مهندسی، عضو همکار و برجسته زندگی اعضای ASM، و دریافت کننده جایزه همکار و رهبری انجمن مواد معدنی، فلزات و مواد است. مدارک افتخاری وی شامل Sc.D. از کارنگی ملون و L.H.D. از کالج چاتم